# Église Saint-Pierre-et-Saint-Paul d'Ealing
L'église Saint-Pierre-et-Saint-Paul d'Ealing est une église catholique située 38 Camborne Avenue à Ealing, dans le borough éponyme, à Londres en Angleterre.
Elle est desservie par la station de métro Northfields.

## Historique
En 1922, fut construit à cet endroit une salle en bois et en métail.
La construction de cette église a commencé en 1931 selon les plans de l'architecte T.H.B. Scott. La première pierre a été posée en janvier 1931 par le père John Cohen. Elle fut inaugurée en juillet 1931.
Elle fut terminée en 1959 sous la direction de T.G.B. Scott, fils du précédent.
Elle a été rénovée en 1997.
Ses soixante-quinze ans ont été célébrés par le cardinal Cormac Murphy-O'Connor, le 2 juillet 2006.
La paroisse a en 2012 fêté ses quatre-vingts ans d'appartenance à l'Archiconfrérie de Saint-Étienne.

## Architecture
Cette église est ornée de vitraux réalisés par John Corley et par Sophie D'Souza.